# Caroline Lee Hentz

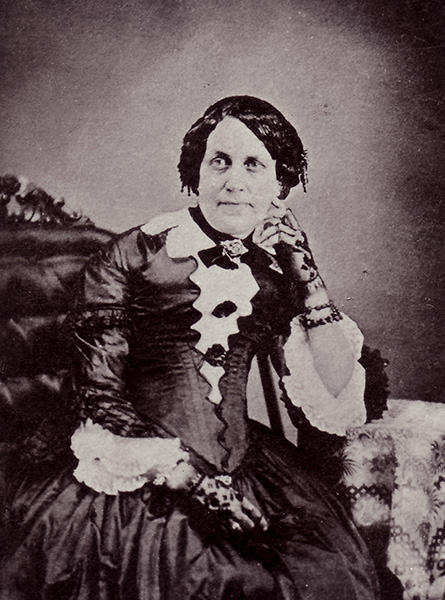
Caroline Lee Whiting Hentz

Caroline Lee Whiting Hentz (* 1. Juni 1800 in Lancaster, Massachusetts; † 11. Februar 1856 in Marianna, Florida) war eine US-amerikanische Lehrerin und Schriftstellerin, die vor allem durch ihre Verteidigung der Sklaverei und ihren Widerstand gegen die Abolitionistenbewegung bekannt wurde. Ihr viel gelesener Roman The Planter's Northern Bride war eine Antwort auf Harriet Beecher Stowes populären Anti-Sklaverei-Roman Uncle Tom's Cabin.

## Leben
Caroline Lee Whiting wurde als jüngstes von acht Kindern von Colonel John Whiting, einem Buchhändler, und Orpah Whiting geboren. Ihr Vater diente im Revolutionskrieg, und mehrere ihrer Brüder schlugen eine militärische Laufbahn ein. Über Carolines frühes Leben und ihre Schulbildung ist nur sehr wenig bekannt. Es wurde von der Familie überliefert, dass sie früh eine Leserin und als Teenagerin eine Schriftstellerin war und die Buchhandlung des Vaters diese Neigungen unterstützte.
Am 30. September 1824 heiratete Caroline Lee Whiting Nicholas Marcellus Hentz, einen politischen Flüchtling aus Metz und Sohn eines Mitglieds des französischen Nationalkonvents. Das Paar lebte ursprünglich in Northampton, Massachusetts, wo Nicholas Hentz an der Round Hill School als Lehrer tätig war. 1826 zog das Paar an die University of North Carolina in Chapel Hill, wo Nicholas Hentz den Lehrstuhl für moderne Sprachen übernahm. In dieser Zeit betreute Caroline Hentz George Moses Horton, einen versklavten, analphabetischen Afroamerikaner, indem sie seine Gedichte aufschrieb und an die örtlichen Zeitungen schickte; dies war der Beginn der poetischen Karriere von Horton, der später als „Black Bard of North Carolina“ bezeichnet wurde. Danach zog das Paar nach Covington, Kentucky, wo Nicholas Hentz später eine Mädchenschule gründete. 1832 eröffnete das Ehepaar Hentz eine weitere Mädchenschule in Cincinnati. Sie trat dort dem Semi-Colon Club bei, wo sie wahrscheinlich Harriet Beecher Stowe kennenlernte. Aus persönlichen Gründen schlossen die Hentz die Schule in Cincinnati und zogen nach Florence, Alabama, wo sie eine weitere Schule eröffneten.
Das Paar hatte insgesamt fünf Kinder, wobei der älteste Sohn starb, als er erst zwei Jahre alt war. Während ihres Aufenthalts in Florenz verbrachte Caroline die meiste Zeit mit der Betreuung der Kinder. Ihre schriftstellerische Tätigkeit nahm in dieser Zeit ab, obwohl es ihr gelang, einige Gedichte zu schreiben und ein Tagebuch zu führen, das sie zu den Briefen, Bekenntnissen am Sterbebett und anderen Klagen inspirierte, die ihre Romane kennzeichnen. Nachdem sie neun Jahre lang in Florence gelebt hatte, wo sie zwei Sklaven gemietet hatte, von denen eine ihr bei der Hausarbeit half, eröffnete die Familie 1843 eine weitere Schule in Tuscaloosa. 1845 eröffnete die Familie eine weitere Schule in Tuskegee, das damals nicht mehr als ein Dorf war. Damit begann eine Unterbrechung ihrer Verlagskarriere, da sie ihre Kinder auf die Erwachsenenwelt vorbereitete und eine ihrer Töchter verheiratete. Im Jahr 1848 eröffnete das Ehepaar eine Schule in Columbus, Georgia. Ein Jahr später, 1849, wurde Nicholas zum Invaliden und Caroline musste für den Unterhalt ihrer Familie sorgen, obwohl es ihr selbst nicht gut ging.
Zwei der Hentz-Kinder ließen sich in Marianna, Florida, nieder, und die Eltern zogen 1852 zu ihnen. Während einer schweren Krankheit ihres Mannes schrieb Hentz an seinem Krankenbett und teilte ihre Aufmerksamkeit zwischen seiner Pflege, den Anforderungen der literarischen Öffentlichkeit und den gelegentlichen Besuchern, die die Routine unterbrachen. 1853 kehrte sie für einen kurzen Besuch nach Neuengland zurück, bevor sie sich wieder auf den Weg nach Florida machte.
Nach fast fünf Jahren, in denen sie ihre Familie finanziell unterhielt und ihren Mann pflegte, starb Caroline Lee Whiting Hentz am 11. Februar 1856 an einer Lungenentzündung. Nicholas Hentz starb einige Monate später. Das Paar ist auf dem Saint Lukes Episcopal Cemetery in Marianna begraben.
Der Nachlass, insbesondere die Tagebücher, befindet sich on den Hentz Family Papers der Southern Historical Collection an der University of North Carolina, Chapel Hill.

## Werke
Obwohl sie von Anfang an in erster Linie als Lehrerin tätig war, gelang es Hentz dennoch, mehrere kleine Stücke zu schreiben und zu verfassen und sie an lokale Publikationen zu verteilen. 1831 schrieb Hentz De Lara; or, The Moorish Bride für das National Theatre des Bostoner Schauspielers William Pelby. Die Tragödie brachte Hentz 1842 auch einen Preis, als sie am Arch Street Theatre in Philadelphia und am Tremont Theatre in Boston aufgeführt wurde. Hentz' Karriere machte zwischen 1832 und 1856 große Fortschritte. Im März 1832 veröffentlichte sie ihre erste Kurzgeschichte, The Sacrifice, in Godey's Lady's Book. Ebenfalls in Covington schrieb Hentz auch Constance of Werdenberg, ein Theaterstück, das 1832 am Park Theatre in New York City aufgeführt wurde. Im selben Jahr wurde ein weiteres ihrer Stücke, Lamorah; or, the Western Wild, in Cincinnati und am 1. Januar 1833 in New Orleans in Caldwells Theater aufgeführt. 1850 veröffentlichte Hentz ihren einträglichsten Roman Linda. Einer ihrer berühmtesten Romane, The Planter's Northern Bride, wurde 1854 als Antwort auf Harriet Beecher Stowes Uncle Tom's Cabin veröffentlicht. Von 1850 bis 1856 veröffentlichte Hentz mehrere Geschichtensammlungen und sieben weitere Romane. Ihr letzter Roman, Ernest Linwood, wurde am 11. Februar 1856 veröffentlicht.
Ihre früheren Werke richteten sich an junge Männer und Frauen, indem sie religiöse Gleichnisse nachahmten und sie zu moralischer Güte anleiteten. Hentz beteiligte sich danach an der öffentliche Debatten über die Ethik und die sozialen Beziehungen des Sklavensystems. Hentz stellt in ihren Romanen mehrere Schurken vor, darunter eine Wichtigtuerin, die versucht, Sklaven gegen ihren Willen zu befreien. Damit versuchte sie, das Argument der Abolitionisten über die unmenschliche Behandlung der Sklaven im Süden zu entkräften. Sie stellte Menschen, die die Sklaverei abschaffen wollen, so dar, als seien sie in Wirklichkeit durch persönliche Vorteile motiviert und nicht durch den Wunsch, die Menschheit zu verbessern. Sie erweiterte diese Argumentation um die industrielle Revolution, die im Norden stattfinde und die große Mengen an billigen Arbeitskräften erfordere, die nur der Süden durch die Sklaverei bereitstellen könne. 
Auswahl wesentlicher Werke
- Lamorah; or, the Western Wild (Theaterstück, 1832)
- Constance of Werdenberg; or, The Forest League (Theaterstück, 1832)
- Lovell's Folly (1833)
- De Lara; or, The Moorish Bride (Theaterstück, 1843)
- "Human and Divine Philosophy: A Poem Written for the Erosophic Society of the University of Alabama" (1844)
- Aunt Patty's Scrap-bag (1846)
- Linda; or, The Young Pilot of the Belle Creole (1850)
- Rena; or, The Snow Bird (1851)
- Eoline; or, Magnolia Vale; or, The Heiress of Glenmore (1852)
- Marcus Warland; or, The Long Moss Spring (1852)
- The Banished Son and Other Stories of the Heart (1852)
- Helen and Arthur; or, Miss Thusa's Spinning Wheel (1853)
- The Victim of Excitement, The Bosom Serpent, etc. (1853)
- Wild Jack; or, The Stolen Child, and Other Stories (1853)
- The Hermit of Rockrest (1853)
- The Planter's Northern Bride. (unc.edu).  (1854)
- Courtship and Marriage; or, The Joys and Sorrows of American Life (1856)
- Ernest Linwood; or, The Inner Life of the Author (1856)
- Love After Marriage and Other Stories of the Heart (1857)
- The Lost Daughter and Other Stories of the Heart (1857)